# Mesolecanium lucidum
Mesolecanium lucidum  (лат.) — вид полужесткокрылых насекомых-кокцид рода Mesolecanium из семейства ложнощитовки (Coccidae).

## Распространение
Южная Америка, Бразилия (Rio Grande do Sul).

## Описание
Питаются соками рутовых растений таких как померанец (Citrus aurantium), род Цитрус (Rutaceae), а также представителями семейства Паслёновые (Solanaceae). Вид был впервые описан в 1912 году бразильским энтомологом Адольфом Хемпелем (Hempel, Adolph; 1870-1949).
Таксон Mesolecanium lucidum включён в состав рода Mesolecanium (триба Coccini) вместе с таксонами M. argaformis, M. campomanesiae, M. baccharidis, M. inflatum, M. ferum, M. jaboticabae, M. marmoratum, M. obscurum, M. planum, M. pseudosemen, M. rhizophorae, M. uvicola и другими.